# Maria Antonina Kratochwil
Maria Antonina Kratochwil SSND (ur. 21 sierpnia 1881 w Witkowicach koło Morawskiej Ostrawy, zm. 2 października 1942 w Stanisławowie) – polska siostra zakonna ze Zgromadzenia Sióstr Szkolnych de Notre Dame, błogosławiona Kościoła katolickiego.

## Życiorys
Po odbyciu stażu, jako kwalifikowana nauczycielka wstąpiła do nowicjatu Zgromadzenia Sióstr Szkolnych de Notre Dame, a śluby zakonne złożyła 27 września 1910 roku, przyjmując imiona Maria Antonina.

Pracowała w szkołach zgromadzenia w Karwinie, we Lwowie, gdzie pełniła również w późniejszych latach obowiązki dyrektorki szkoły i prefektki, była także przełożoną, kierowniczką internatu i prefektą w Tłumaczu oraz w okresie okupacji sowieckiej przełożoną w Mikuliczynie.

W grudniu 1939, dom sióstr został przez okupanta upaństwowiony, a siostry wysiedlone.

Aresztowana 9 lipca 1942 roku została przewieziona do więzienia w Stanisławowie, gdzie poddano ją torturom. 
Według relacji świadków kiedy była katowana przez oprawców powtarzała:

Ojcze, przebacz im, bo nie wiedza, co czynią ! (Łk 6,27–38 BT)

Zmarła 5 dni po uwolnieniu z powodu odniesionych obrażeń i tyfusu.

Beatyfikowana przez papieża Jana Pawła II w Warszawie 13 czerwca 1999 w grupie 108 polskich męczenników.